# Anežka Paloudová
Anežka Paloudová (født 19. januar 1999) er en tjekkisk kanoroer, de har vundet 19 medaljer på seniorniveau ved Wildwater Canoeing World Championships og European Wildwater Championships.

## Medaljer ved verdensmesterskaberne
Senior
| År   | 1 | 2. plads, sølvmedaljemodtager(e) | 3 |
| ---- | - | -------------------------------- | - |
| 2015 | 0 | 1                                | 0 |
| 2016 | 2 | 0                                | 1 |
| 2017 | 1 | 0                                | 0 |
| 2018 | 2 | 0                                | 0 |
| 2019 | 1 | 2                                | 0 |